# 大蛇王
《大蛇王》，是臺灣於1987年2月4日所上映，由安記有限公司負責製作的特攝災難怪獸电影。後在1988年由香港重新改編為《Thunder of Gigantic Serpent（恐怖大蛇）》的名義於國外上映。

## 概要
該部電影為僱請日本角川電影《新里見八犬傳》，包括矢島信男在內的東映特攝小組來到台灣拍攝，並不記個人姓名團隊，劇中因而設有關渡大橋模型遭受破壞的情景。
在大結局所使用的廢墟場景，則是使用民國75年（1986年）11月15日花蓮地震後一、二樓的支柱大部分折斷，崩塌的中和華陽市場，劇組在向警察單位申請後才進行拍攝。
1987年2月，《大蛇王》於臺灣院線正式上映。

### 何志強版本
1988年，這部作品後來則被香港由何志強製作改編版本，何志強在原片的基礎上採用剪切和粘貼，並且進行重新配音並增加重新拍攝的場景。在劇中音樂則使用《魔鬼終結者》及《狂沙十萬里》的背景音樂，最終，該部電影以《Thunder of Gigantic Serpent（恐怖大蛇）》的名義於國外上映。以及在日本以《大蛇王　HONG KONG崩壊の序曲》DVD形式發行。。
2022年9月10日，德國推出發行《大蛇王》修復畫質版本的雙碟版。

## 故事大綱
一座研究所秘密研制一种R19「生長激素」可让生物的生長速度提高300-1000倍。然而就要成功时研究所被黑手黨袭击，而生長激素意外落入一個小女孩婷婷手裏，让她餵養的一條有著智慧的小蛇「魔斯拉」意外變成一隻大蛇，而婷婷和魔斯拉，也隨即捲入了試圖竊取國家機密的邪惡組織，與國家安全部門的鬥爭裡......

## 演员
- 李博士：李修賢
- 唐婷婷：蘇慧倫
- 溫主任：張沖
- 林秀如：伍楓[10]
- 邵警部：梁修身
- 婷婷的父親：唐威
- 婷婷母親：周瑞舫
- 呂耀華[11]
- 鄭中：戚冠軍
- 龍宣
- 範中佐：康凱
- 江風：龍天翔
- 恐怖分子：葛小寶、楊雄、張仲猶
- 川原
- 唐先生：江洋
- 姜大川
- 李菁芳
- 湯子明：呂耀華
- 金劍
- 丁博士：林光俊
- 周元清

### 海外版演員
- 法斯特：皮埃爾·柯比（英语：Pierre_Kirby）
- 所羅門：埃多萬·貝爾斯梅（Edowan Bersmea）
- 傑克遜：丹尼·賴斯貝克（Danny Raisebeck）
- 杜威·博斯沃思（Dewey Bosworth）
- 豪爾·赫古特曼（Jorge Gutman）
- 帕特里克·弗澤巴（Patrick Frzebar）
- 卡羅爾·張（Carol Chang）

### 大蛇王魔斯拉
魔斯拉（モスラー）
本作登場的怪獸角色，原為婷婷在草叢中意外尋找到的小蛇，並擁有與人類溝通、互相理解且有一定的智力，當祂受到R19「生長激素」的影響，從而導致身型變得較為巨大，當婷婷被恐怖分子綁架後，憤怒的祂則受到觸電，迅速增長成一個巨型怪獸。並喚醒了保護本能而開始前往城市，並在過程中摧毀了一座水壩和一座橋樑
當魔斯拉到達婷婷受困的星光大樓後，他最終被戰鬥機擊中而死於該場襲擊。

## 製作團隊
- 導演：徐玉龍
- 企劃：李信
- 製作：伝仁和
- 製片：林平青
- 脚本：姚慶康、吳文良
- 攝影：廖萬文
- 特殊攝影：中條伸太郎
- 特攝：《新・里見八犬傳》特攝班（佐川和夫）
- 錄音：富國錄音室
- 場記：王洛婷
- 剪接：黃秋貴
- 化妝：劉玉蘭
- 副導演：林博生
- 配樂：黃茂山
- 道具：洪揚
- 劇照：吳維權
- 言語指導：武莉
- 效果：席素然
- 音樂：黃茂山
- 錄音：富國録音
- 現像：大都沖印
- 道具：洪揚
- 製作：安記電影育樂[12]

## 音樂
主題歌「原來」（歌林）
作詞：楊明煌／作曲：陳玉立、歌：楊璿
插入曲「快樂青草派」（歌林）
作詞：吳文良、歌：歌林少年之音
插入曲「原來」
作詞：楊明煌／作曲：陳玉立、歌：林宛臻

## 評價
《大蛇王》普遍獲得較為不佳的評價，根據網路電影資料庫的資訊，這部電影獲得6.3（滿分為10）的成績。其國外重製版《Thunder of Gigantic Serpent（恐怖大蛇）》則獲得4.6（滿分為10）的成績。

### 批評
|  | 天真的恐怖片；技術上缺乏想像力，結構令人毛骨悚然，並充斥著不必要的暴行。 |

–國際電影詞典
|  | 何志強的《恐怖大蛇》是香港製造的科幻動物垃圾。所有效果和巨蛇的詮釋都是最糟糕的，演員不是很好，與德國同步的演員超級糟糕，情節也很容易走偏。如果你能嘲笑這樣的情節，那麼這部電影僅是一部在無意中透露少許有趣的電影。實際上只適合頑固的粉絲願意支持。 |

–die-besten-Horrorfilme.de.